# Dimos Serifos
Dimos Serifos (Serifos) är en kommun i Grekland.   Den ligger i prefekturen Kykladerna och regionen Sydegeiska öarna, i den sydöstra delen av landet, 110 km sydost om huvudstaden Aten. Antalet invånare är 1 262. Arean är 75 kvadratkilometer. Dimos Serifos ligger på ön Nísos Sérifos.
Terrängen i Dimos Serifos är kuperad.